# Památník Tomáše Bati
Památník Tomáše Bati  patří k vrcholným dílům zlínského funkcionalismu.

## Historie a popis budovy
Budova od architekta Františka Lýdie Gahury, otevřená v roce 1933, rok po smrti Tomáše Bati, je nejhodnotnější památkou zlínského konstruktivismu a vrcholem fenoménu tzv. baťovské architektury. Na první pohled je idea památníku jednoduchá: prázdný hranol umístěný ve viditelné poloze nad městem, v ose stoupajícího parkového prostoru, tvořený několika moduly zlínského skeletu o rozměrech 6,15 × 6,15 m a opláštěný pouze katedrálním sklem; uvnitř osudný letoun Junkers F 13, ve kterém Tomáš Baťa v roce 1932 zahynul krátce po startu z nedalekých Otrokovic při plánované letecké pracovní cestě do švýcarského Möhlinu.
Památník Tomáše Bati je moderní parafrází staveb vrcholné gotiky. Tvoří je pouze železobetonový skelet a sklo. V prvních deseti letech jej navštívilo 1,5 miliónů osob.
Svému poslání přestal sloužit v listopadu roku 1944, kdy byl při válečném bombardování Zlína silně poškozen skleněný plášť. Kulturní činnost (již pod hlavičkou přejmenovaného Domu umění) se podařilo znovu obnovit v červnu 1948, zahájením přehlídky výtvarného umění XI. Zlínského salónu.
V letech 1954–1955 objekt přestavěl akademický architekt Eduard Staša, aby více než 55 let sloužil současně Filharmonii pracujících a Oblastní galerii výtvarného umění Gottwaldov. Dům umění (původně tedy Památník Tomáše Bati) byl v roce 1985 zapsán do Ústředního seznamu nemovitých kulturních památek ČR.

## Obnova památníku
Při úvahách o obnově Památníku Tomáše Bati se uvažovalo v evropských a celosvětových souvislostech. Závěry odborné konference z října 2006 zněly jednoznačně – navrátit památníku jeho původní podobu a ideovou funkci s tím, že využití má být přizpůsobeno stavbě. Tyto závěry v roce 2011 schválilo Zastupitelstvo města Zlína a v roce 2012–2014 byla na jejich základě vytvořena architektonická studie obnovy. V roce 2013 byl budově navrácen název Památník Tomáše Bati.
Náročná realizace obnovy probíhala v letech 2016–2019, financována Ministerstvem kultury, výnosy z veřejné sbírky a městem Zlín. To se také společně s rodinou Baťů, městem Möhlin a dalšími významnými donátory, které oslovila Nadace Tomáše Bati, finančně podíleli na realizaci hlavního exponátu, monumentální repliky letounu Junkers F 13. Architektonická ikona a vrchol Gahurovy urbanistické tvorby znovu otevřel dveře veřejnosti.

## Galerie

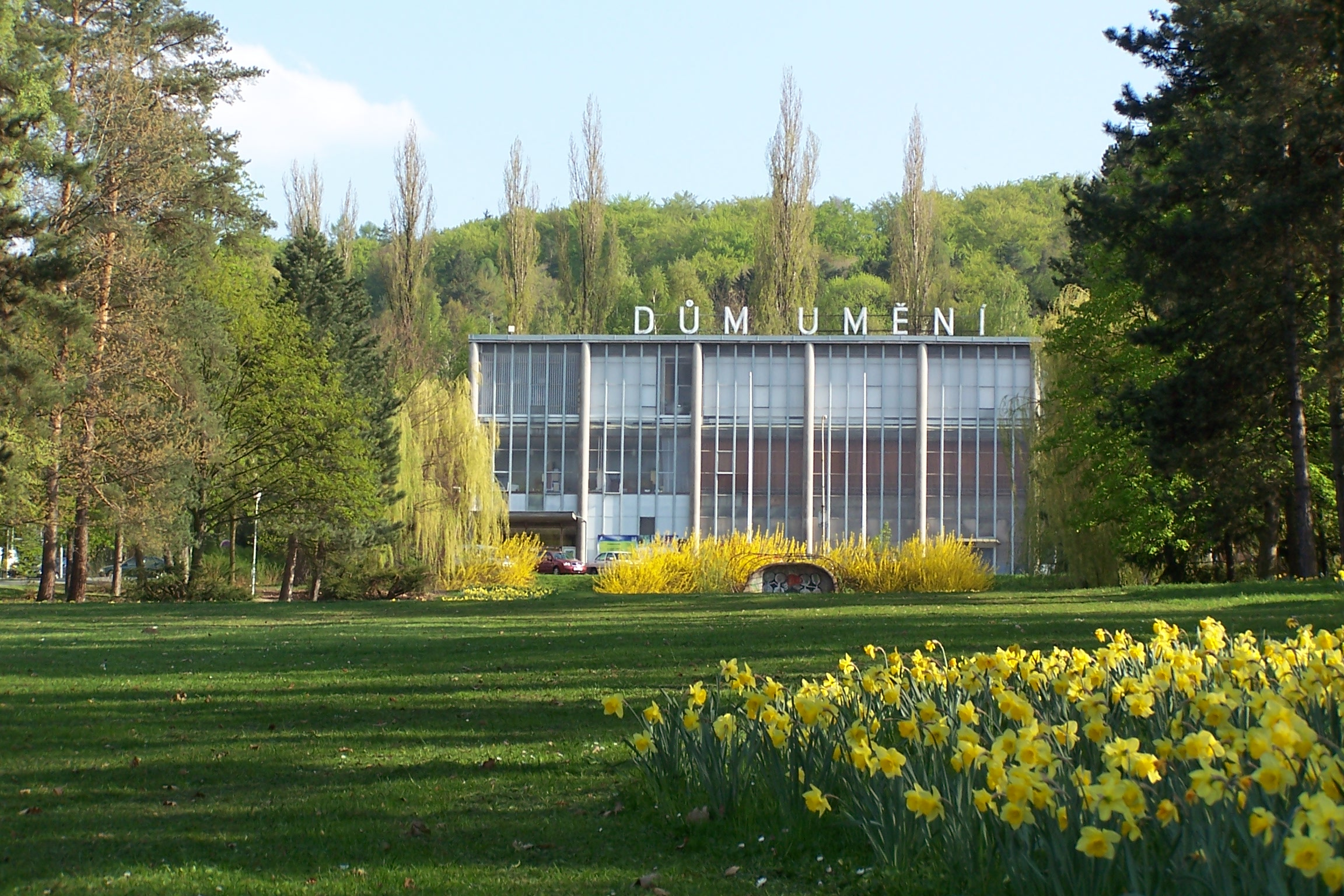
Vzhled památníku před rekonstrukcí
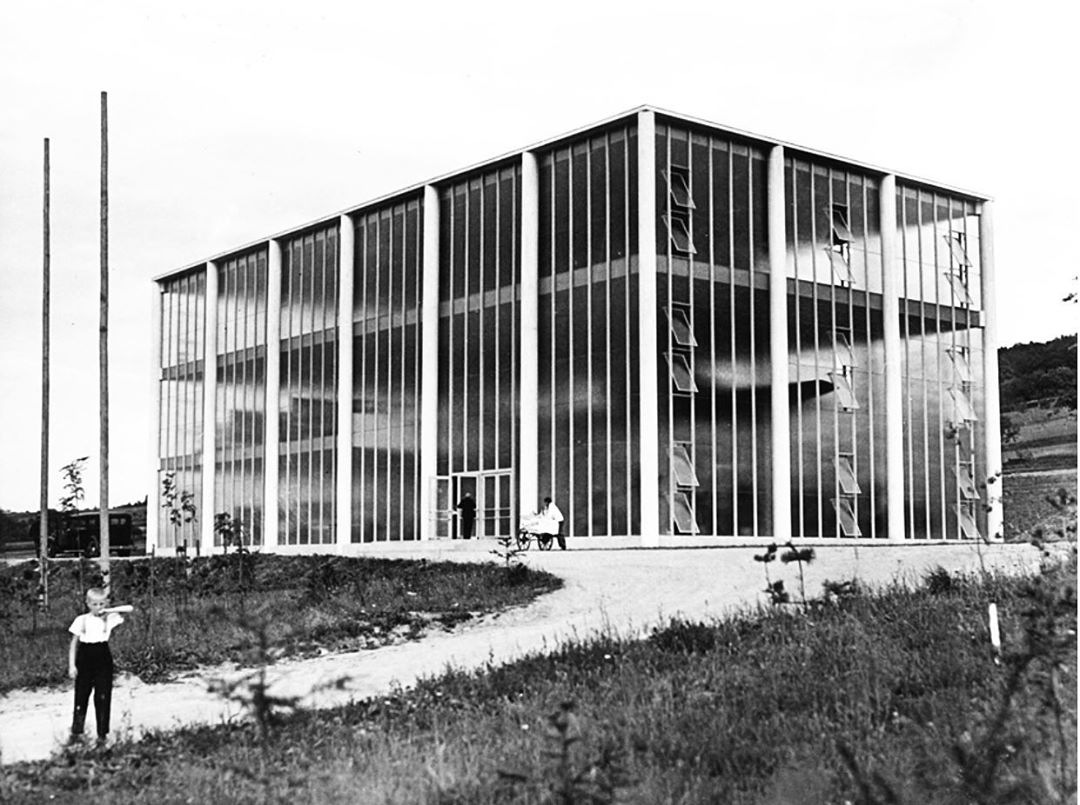
Památník ve třicátých letech
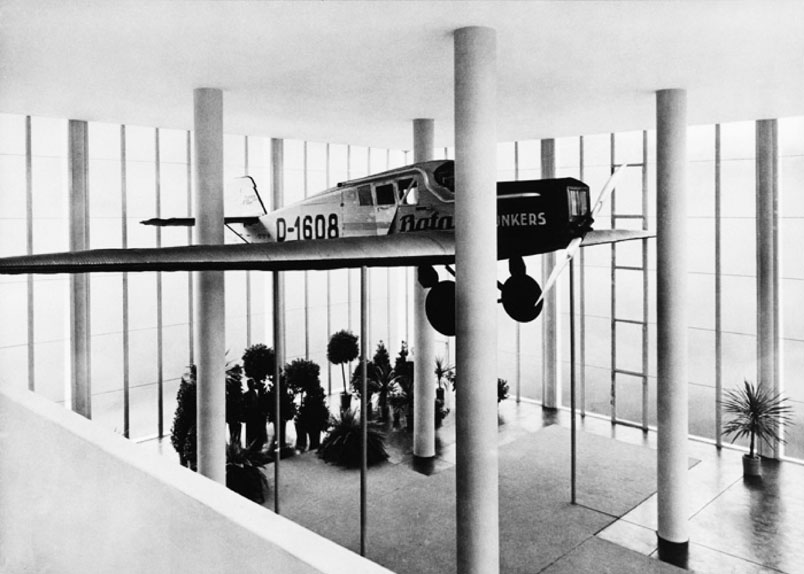
Letadlo Junkers F 13
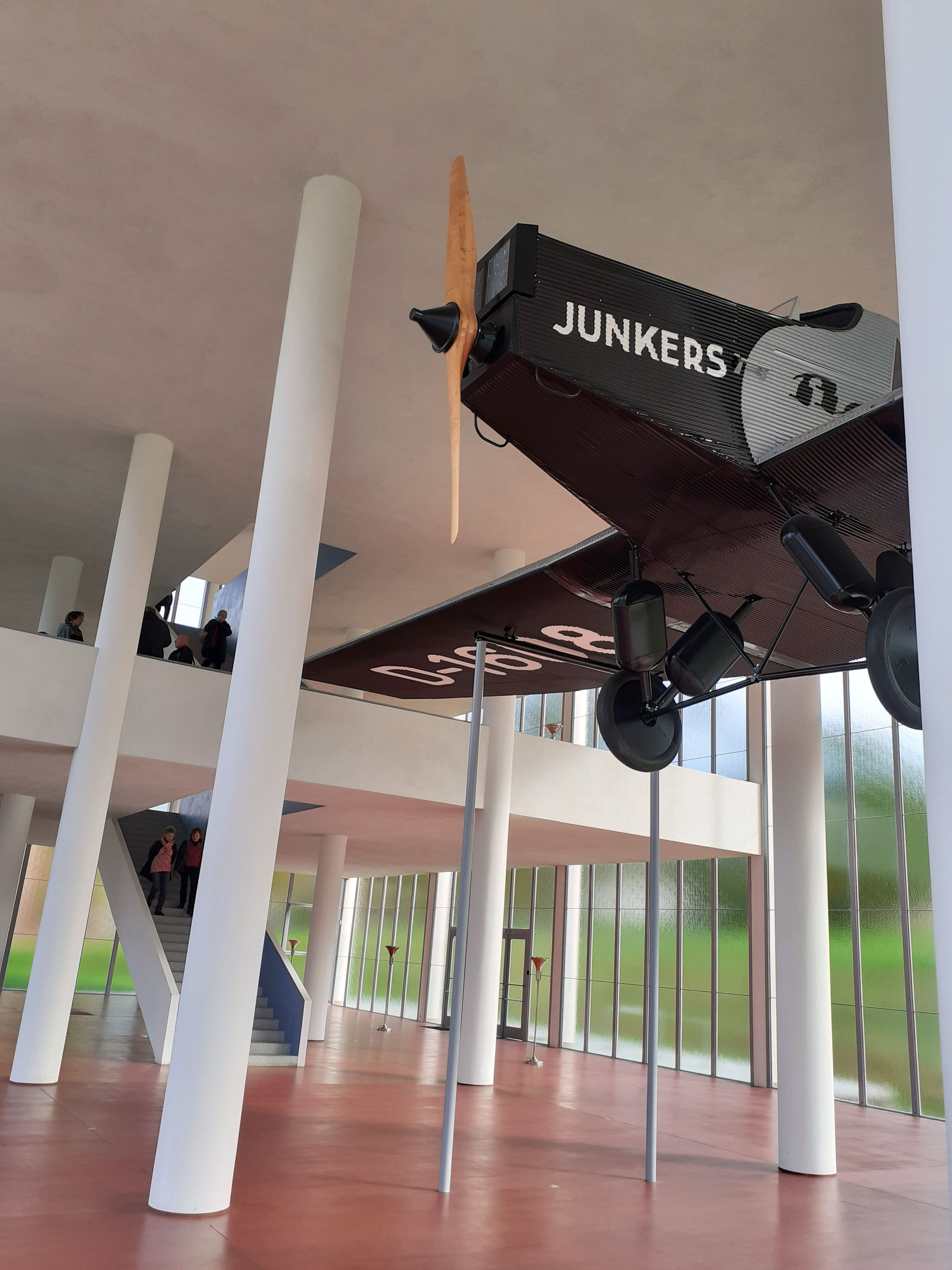
Interiér s replikou letadla Junkers
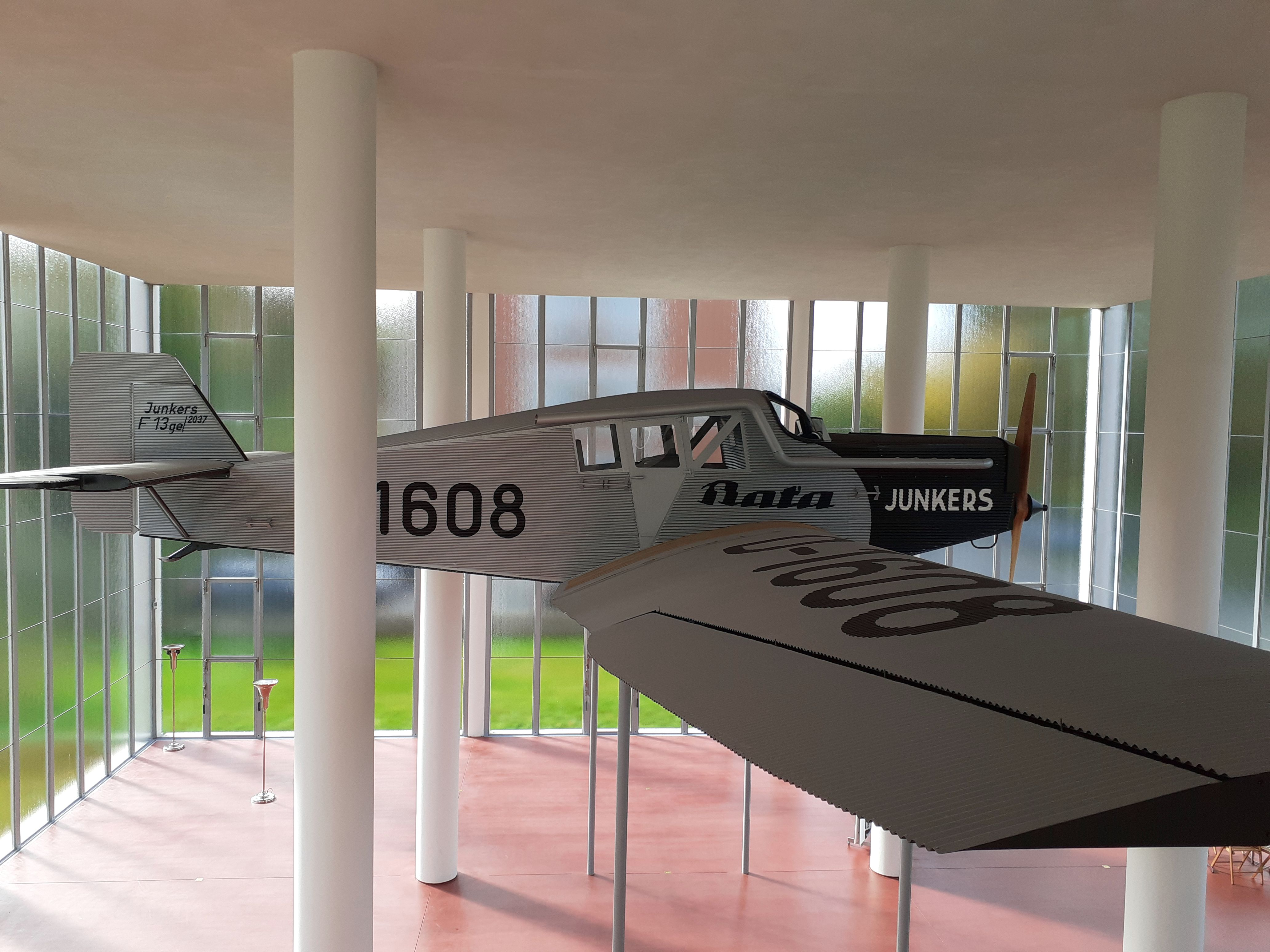
Replika letadla Junkers, ve kterém zahynul Tomáš Baťa